# Synalpheus
Synalpheus – rodzaj małych krewetek z rodziny Alpheidae obejmujący ponad 150 gatunków szeroko rozprzestrzenionych w tropikalnej strefie całego świata. Występują najczęściej na rafach koralowych, w wielu miejscach bardzo licznie. Długość ich ciała nie przekracza 20 mm. Większość z nich żyje w symbiozie z różnymi gatunkami bezkręgowców morskich. 

## Systematyka
Gatunkiem typowym rodzaju jest Synalpheus falcatus. 
Wśród gatunków zaliczanych do tego rodzaju wyróżniane są 3 wyraźnie wyodrębnione grupy różniące się zasięgiem występowania i prowadzonym trybem życia: 
- Występująca wyłącznie w wodach Indo-Pacyfiku grupa gatunków "S. comatularum" jest związana z liliowcami.
- Druga grupa – "S. brevicarpus" – obejmuje gatunki występujące we wschodnim Pacyfiku i zachodnim Atlantyku, wolno żyjące lub związane z gąbkami.
- Do trzeciej grupy – "S. gambarelloides" – zalicza się gatunki żyjące wyłącznie w symbiozie z gąbkami. Większość z nich zasiedla wody zachodniego Atlantyku[3]. Monofiletyzm tej grupy został dość dobrze potwierdzony analizami morfologicznymi i molekularnymi. W 2007 roku Rios i Duffy zaproponowali wyłonienie gatunków grupy "S. gambarelloides" do nowego rodzaju Zuzalpheus[4], jednak propozycja ta nie została zaakceptowana przez taksonomów, ponieważ Synalpheus stałby się taksonem parafiletycznym[2].

Te 3 grupy gatunków obejmują mniej niż połową zaliczanych do rodzaju Synalpheus. Pozycja taksonomiczna i filogenetyczna pozostałych gatunków pozostaje niejasna.

## Zachowania społeczne
Synalpheus wyróżniają się dużą różnorodnością zachowań socjalnych w obrębie jednego rodzaju zwierząt – od gatunków aspołecznych (łączących się w pary jedynie na czas rozrodu, a poza nim nietolerujące obecności dorosłych osobników swojego gatunku), przez gatunki socjalne, tworzące społeczności złożone z kilkuset par rozrodczych, do gatunków eusocjalnych, żyjących w koloniach złożonych z kilkuset osobników z jedną tylko samicą przystępującą do rozrodu, podobnie jak u owadów eusocjalnych.